# Округ Хамилтон (Њујорк)
Округ Хамилтон (енгл. Hamilton County) је округ у америчкој савезној држави Њујорк. По попису из 2010. године број становника је 4.836.

## Демографија
Према попису становништва из 2010. у округу је живело 4.836 становника, што је 543 (10,1%) становника мање него 2000. године.
| Група             | 2000.         | 2010.         |
| Белци             | 5.223 (97,1%) | 4.664 (96,4%) |
| Афроамериканци    | 24 (0,4%)     | 35 (0,7%)     |
| Азијати           | 8 (0,1%)      | 24 (0,5%)     |
| Хиспаноамериканци | 57 (1,1%)     | 51 (1,1%)     |
| Укупно            | 5.379         | 4.836         |